# Perrottetia multiflora
Perrottetia multiflora — вид цветковых растений рода Перроттетия (лат. Perrottetia) семейства Дипентодонтовые (лат. Dipentodontaceae). Найден в Коста-Рике, Панаме и Венесуэле. Находится в опасности из-за сокращения мест обитания.